# Coenotephria confusata
Coenotephria confusata là một loài bướm đêm trong họ Geometridae.